# Daler Mehndi
Daler Mehndi (pendż. ਦਲੇਰ ਮਹਿੰਦੀ, ur. 18 sierpnia 1967 roku w Patnie) – indyjski piosenkarz bhangra/pop, na świecie znany głównie jako autor i wykonawca piosenki Tunak Tunak Tun.

## Dyskografia
- Bolo Ta Ra Ra – 1995
- Dardi Rab Rab – 1996
- Ho Jayegi Balle Balle – 1997
- Tunak Tunak Tun – 1998
- Ek Dana – 2000
- Nach Ni Shaam Kure – 2002
- Mo Jaan Laen Do – 2003
- Shaa Ra Ra Ra – 2004
- Raula Pai Gaya – 2007
- Na Na Na Re – 2008
- Aasman ko chukar dekha do filmu Hanuman Powraca – 2007
- Bismillah – 2008
- Dhoom Punjabi – IPL Kings XI Punjab – 2008
- Eh Lai 100 Rupaiya – 2008
- Bhootni ke- do filmu Singh is Kinng-2008
- Mere Desh Ki Dharti do filmu Kissan – 2009
- Dulha Mil Gaya do filmu Dulha Mil Gaya – 2010
- Om Zaarare do filmu Kuselan, wraz z K.S.Chitra i Sadhana Sargam
- Karle Baby Dance Wance dla filmu Hello (2008) z Sunidhi Chauhan